# Чемпіонат світу з пляжного футболу
Чемпіона́т сві́ту з пля́жного футбо́лу — міжнародний турнір з пляжного футболу, що проводився раз на рік, а з 2009 року раз на два роки під егідою ФІФА. Є найпрестижнішим турніром для чоловічих національних збірних з даного виду спорту.
Перший Чемпіонат світу з пляжного футболу був проведений в 1995 році в Бразилії, на пляжах міста Ріо-де-Жанейро, першим переможцем турніру стала збірна Бразилії, слід зазначити, що чемпіонами перших 6-ти чемпіонатів світу була саме ця збірна, яка поступилася титулом тільки в 2001 році збірній Португалії.
До 2005 року турнір не був підпорядкований ФІФА, організацією і проведенням перших чемпіонатів світу займалася організація BSWW (Beach Soccer Worldwide), яка має штаб-квартиру в Іспанії, і ставить перед собою мету популяризацію даного виду спорту у світі. З 2005 року, після створення нового підрозділу в структурі ФІФА, який займається проблемами пляжного футболу — FIFA Beach Soccer SL (Зі штаб квартирою в Барселоні, Іспанія), турнір став проводитися під егідою ФІФА. Технічно він поміняв назву з Beach Soccer World Championships на Beach Soccer World Cup, тобто, замість чемпіонату світу став іменуватися кубком світу, регламент і правила проведення турніру змін не зазнали. У пост-радянських країнах назва "Кубок світу" не вживається, як і в випадку звичайного футболу, турнір називають Чемпіонатом світу.
Безперечним лідером за кількістю виграних звань чемпіонів світу з пляжного футболу є збірна Бразилії, ставав чемпіоном світу 12 разів з 14 можливих, по разу чемпіонами ставали збірні Португалії і Франції. Крім цих збірних досить голосно змогли заявити про себе на турнірі збірні Уругваю та Іспанії по кілька разів ставали срібними призерами чемпіонату. З 1995 по 2007 рік господарем турніру на постійній основі ставала Бразилія, проте після переходу турніру у відання ФІФА було ухвалене рішення про проведення ротації вибору країни-господині турніру по континентальному ознакою, таким чином, чемпіонат 2008 року пройшов в Європі, а 2009 в Азії. В 2011 році турнір повернувся в Європу, а 2013 року його господаркою стала Океанія (острів Таїті, Французька Полінезія).

## Призери чемпіонатів світу
| Рік             | Місце проведення     | Чемпіон світу | Друге місце | Третє місце |
| --------------- | -------------------- | ------------- | ----------- | ----------- |
| 1995 Детальніше | Бразилія             | Бразилія      | США         | Англія      |
| 1996 Детальніше | Бразилія             | Бразилія      | Уругвай     | Італія      |
| 1997 Детальніше | Бразилія             | Бразилія      | Уругвай     | США         |
| 1998 Детальніше | Бразилія             | Бразилія      | Франція     | Уругвай     |
| 1999 Детальніше | Бразилія             | Бразилія      | Португалія  | Уругвай     |
| 2000 Детальніше | Бразилія             | Бразилія      | Перу        | Іспанія     |
| 2001 Детальніше | Бразилія             | Португалія    | Франція     | Аргентина   |
| 2002 Детальніше | Бразилія             | Бразилія      | Португалія  | Уругвай     |
| 2003 Детальніше | Бразилія             | Бразилія      | Іспанія     | Португалія  |
| 2004 Детальніше | Бразилія             | Бразилія      | Іспанія     | Португалія  |
| 2005 Детальніше | Бразилія             | Франція       | Португалія  | Бразилія    |
| 2006 Детальніше | Бразилія             | Бразилія      | Уругвай     | Франція     |
| 2007 Детальніше | Бразилія             | Бразилія      | Мексика     | Уругвай     |
| 2008 Детальніше | Франція              | Бразилія      | Італія      | Португалія  |
| 2009 Детальніше | ОАЕ                  | Бразилія      | Швейцарія   | Португалія  |
| 2011 Детальніше | Італія               | Росія         | Бразилія    | Португалія  |
| 2013 Детальніше | Французька Полінезія | Росія         | Бразилія    | Таїті       |
| 2015 Детальніше | Португалія           | Португалія    | Таїті       | Росія       |
| 2017 Детальніше | Багамські острови    | Бразилія      | Таїті       | Іран        |

## Розподіл медалей за країнами
| Країна     | Чемпіони                                                                                           | 2-е місце            | 3-є місце                        | 4-е місце                  |
| ---------- | -------------------------------------------------------------------------------------------------- | -------------------- | -------------------------------- | -------------------------- |
| Бразилія   | 14 (1995*, 1996*, 1997*, 1998*, 1999*, 2000*, 2002*, 2003*, 2004*, 2006*, 2007*, 2008, 2009, 2017) | 1 (2011)             | 2 (2005*, 2013)                  | 1 (2001*)                  |
| Португалія | 2 (2001, 2015*)                                                                                    | 3 (1999, 2002, 2005) | 5 (2003, 2004, 2008, 2009, 2011) | 1 (2006)                   |
| Росія      | 2 (2011, 2013)                                                                                     | —                    | 1 (2015)                         | —                          |
| Франція    | 1 (2005)                                                                                           | 2 (1998, 2001)       | 1 (2006)                         | 2 (2003, 2007)             |
| Уругвай    | —                                                                                                  | 3 (1996, 1997, 2006) | 4 (1998, 1999, 2002, 2007)       | 1 (2009)                   |
| Іспанія    | —                                                                                                  | 3 (2003, 2004, 2013) | 1 (2000)                         | 1 (2008)                   |
| Таїті      | —                                                                                                  | 2 (2015, 2017)       | —                                | 1 (2013*)                  |
| Італія     | —                                                                                                  | 1 (2008)             | 1 (1996)                         | 4 (1995, 2004, 2015, 2017) |
| США        | —                                                                                                  | 1 (1995)             | 1 (1997)                         | 1 (1996)                   |
| Перу       | —                                                                                                  | 1 (2000)             | —                                | 2 (1998, 1999)             |
| Швейцарія  | —                                                                                                  | 1 (2009)             | —                                | —                          |
| Мексика    | —                                                                                                  | 1 (2007)             | —                                | —                          |
| Аргентина  | —                                                                                                  | —                    | 1 (2001)                         | 1 (1997)                   |
| Англія     | —                                                                                                  | —                    | 1 (1995)                         | —                          |
| Іран       | —                                                                                                  | —                    | 1 (2017)                         | —                          |
| Японія     | —                                                                                                  | —                    | —                                | 2 (2000, 2005)             |
| Сальвадор  | —                                                                                                  | —                    | —                                | 1 (2011)                   |
| Таїланд    | —                                                                                                  | —                    | —                                | 1 (2002)                   |

Примітки
Жирним виділено = турніри ФІФА
* = Господарі